# RF HOBBY
RF Hobby s. r. o. je české vydavatelství. Bylo založeno v roce 2000 a sídlí v Praze. V současné době v České republice vydává více než 70 tištěných titulů. Majitelem společnosti je Pavel Kvoriak.
Od roku 2004 společnost expanduje do zahraničí. V Maďarsku a Polsku v současnosti vydává 13 časopisů.

## Výběr vydávaných časopisů
- 21. století (od 2003)
- Epocha (od 2005)
- Enigma (od 2007)
- History revue (od 2008)
- Svět na dlani (od 2012)
- Paní domu (od 2003)
- Krimi revue (od 2011)
- Junior (od 2006)
- Šikulka (od 2018)
- Top class (od 2003)
- Rezidence (od 2004)
- Zbraně & náboje (od 1999)
- Moje šťastná hvězda (od 2013)
- Můj čas na kafíčko (od 2014)
- Můj kousek štěstí (od 2015)
- Moje sladké tajemství (od 2017)
- Moje chvilka pohody (od 2016)
- Můj čas na kafíčko pro ženy (od 2020)
- Můj čas na kafíčko pro vaše hobby a volný čas (od 2022)
- Šikulkovo tvoření (od 2024)